# Гипофосфит никеля(II)
Гипофосфит никеля(II) — неорганическое соединение,
соль никеля и фосфорноватистой кислоты
с формулой Ni(PH2O2)2,

растворяется в воде,
образует кристаллогидраты — зелёные кристаллы.

## Получение
- Растворение оксида никеля(II) в фосфорноватистой кислоте:

{\displaystyle {\mathsf {NiO+2H_{3}PO_{2}\ \xrightarrow {} \ Ni(PH_{2}O_{2})_{2}+H_{2}O}}}

## Физические свойства
Гипофосфит никеля(II) образует кристаллы
Растворяется в воде.
Образует кристаллогидрат состава Ni(PH2O2)2 · 6H2O — зелёные кристаллы
кубической сингонии,
пространственная группа P 43m,
параметры ячейки a = 1,032 нм, Z = 4.

## Химические свойства
- Разлагается при нагревании:

{\displaystyle {\mathsf {Ni(PH_{2}O_{2})_{2}\ {\xrightarrow {300^{o}C}}\ NiHPO_{4}+PH_{3}}}}

## Применение
- Используется при нанесении никелевых покрытий.